# Okamoto
Okamoto ist ein japanischer Familienname.

## Namensträger
- Akito Okamoto (* 1998), japanischer Fußballspieler
- Ayako Okamoto (* 1951), japanische Golfspielerin
- Geoffrey Okamoto (* 1985), US-amerikanischer Politiker, stellvertretender Direktor des Internationalen Währungsfonds
- Hayato Okamoto (* 1974), japanischer Fußballspieler
- Hideya Okamoto (* 1987), japanischer Fußballspieler
- Hisataka Okamoto (* 1933), japanischer Fußballspieler
- Okamoto Ippei (1886–1948), japanischer Manga-Zeichner und Karikaturist
- Okamoto Kanoko (1889–1939), japanische Schriftstellerin
- Okamoto Kansuke (1839–1904), japanischer Entdecker und Kartograf
- Kazuma Okamoto (* 2003), japanischer Fußballspieler
- Okamoto Kidō (1872–1939), japanischer Dramatiker und Kritiker
- Kihachi Okamoto (1923–2005), japanischer Filmregisseur
- Kōji Okamoto (* 1976), japanischer Fußballspieler
- Kōzō Okamoto (* 1947), japanischer Terrorist
- Lynn Okamoto (* 1970), japanischer Mangaka
- Masahiro Okamoto (* 1983), japanischer Fußballtorhüter
- Michiya Okamoto (* 1995), japanischer Fußballspieler
- Misugu Okamoto (* 2006), japanische Skateboarderin
- Noboru Okamoto (* 1932), japanischer Mangaka, siehe Sampei Shirato
- Nobuhiko Okamoto (* 1986), japanischer Synchronsprecher
- Okamoto Ren’ichirō (1878–1934), japanischer Generalleutnant
- Ryūgo Okamoto (* 1973), japanischer Fußballspieler
- Ryūnosuke Okamoto (* 1984), japanischer Fußballspieler
- Seiko Okamoto (* 1978), japanische Tennisspielerin
- Okamoto Shinsō (1894–1933), japanischer Maler
- Shōsei Okamoto (* 2000), japanischer Fußballspieler
- Tadanari Okamoto (1932–1990), japanischer Animator
- Takako Okamoto (1932–2013), japanische Schriftstellerin, siehe Takako Takahashi
- Takeshi Okamoto (* 1991), japanischer Fußballspieler
- Takeyuki Okamoto (* 1967), japanischer Fußballspieler
- Takuya Okamoto (* 1992), japanischer Fußballspieler
- Tao Okamoto (* 1985), japanisches Model und Schauspielerin
- Tarō Okamoto (1911–1996), japanischer Künstler
- Tetsuo Okamoto (1932–2007), brasilianischer Schwimmer
- Tatsuya Okamoto (* 1986), japanischer Fußballspieler
- Tomotaka Okamoto (* 1990), japanischer Fußballspieler
- Okamoto Toyohiko (1773–1845), japanischer Maler
- Utako Okamoto (1918–2016), japanische Ärztin und Medizinwissenschaftlerin
- Yasuaki Okamoto (* 1988), japanischer Fußballspieler
- Yoichi Okamoto (1915–1985), US-amerikanischer Fotograf
- Yoriko Okamoto (* 1971), japanische Taekwondoin
- Yoshiki Okamoto (* 1961), japanischer Entwickler von Computer- und Videospielen
- Yūki Okamoto (* 1983), japanischer Fußballspieler